# Microsoft Excel
Majkrosoft eksel je program za tabelarne kalkulacije (tzv. spredšit program) softverske kuće Majkrosoft. Jedan je od najzastupljenijih programa te vrste, kako u privatnom tako i u poslovnom segmentu.
Eksel pripada kancelarijskom softverskom paketu Majkrosoft ofis koji postoji za operativne sisteme Microsoft Windows i Mac OS. Nastao je kao naslednik programa Multiplan iste softverske kuće. Aktuelna verzija za Microsoft Windows и Mac OS je Microsoft Excel 2021.
Popularnost eksela je zasnovana na veoma prihvatljivom konceptu na kojem počivaju programi za rad sa unakrsnim tabelama, čiji je eksel predstavnik. Ova klasa programa predstavlja spoj stroge strukture i velike slobode. Može se koristiti za radne listove, ali i iskazati u obliku tabela, lista, grafikona, formula i drugih struktura.

## Karakteristike

### Osnovne operacije
Eksel ima osnovne karakteristike svih tabela, koristeći mrežu ćelija raspoređenih u numerisane redove i kolone sa nazivima slova za organizovanje manipulacija podacima kao što su aritmetičke operacije. Ima bateriju isporučenih funkcija da odgovori na statističke, inženjerske i finansijske potrebe. Pored toga, može da prikaže podatke kao linijske grafikone, histograme i grafikone, i sa veoma ograničenim trodimenzionalnim grafičkim prikazom. Omogućava sečenje podataka kako bi se videla njihova zavisnost od različitih faktora za različite perspektive (koristeći pivot tabele i menadžer scenarija).

### Funkcije
Eksel 2016 ima 484 funkcije. Od njih, 360 ih je postojalo pre Eksel 2010 Microsoft klasifikuje ove funkcije u 14 kategorija. Od 484 trenutne funkcije, 386 se može pozvati iz VBA kao metode objekta „WorksheetFunction“ i 44 imaju ista imena kao VBA funkcije.

### Grafici
Eksel podržava grafike ili histograme generisane iz određenih grupa ćelija. Takođe podržava Pivot grafike koji omogućavaju da se grafik direktno poveže sa Pivot tabelom. Ovo omogućava da se grafik osveži pomoću Pivot tabele. Generisana grafička komponenta se može ili ugraditi u trenutni list ili dodati kao poseban objekat.
Ovi prikazi se dinamički ažuriraju ako se sadržaj ćelija promeni. Na primer, pretpostavimo da su važni zahtevi dizajna prikazani vizuelno; zatim, kao odgovor na korisnikovu promenu probnih vrednosti za parametre, krive koje opisuju dizajn menjaju oblik i njihove tačke preseka se pomeraju, pomažući pri izboru najboljeg dizajna.

## Opšte reference
- Bullen, Stephen; Bovey, Rob; Green, John (2009). Professional Excel development: The definitive guide to developing applications using Microsoft Excel and VBA (2nd изд.). Addison Wesley. ISBN 978-0-321-50879-9.
- Dodge, Mark; Stinson, Craig (2007). Microsoft Office Excel 2007 inside out. Microsoft Press. ISBN 978-0-7356-2321-7.

## Spoljašnje veze
- Majkrosoftov sajt (језик: српски)
- Excel 2007 tutorial videos  (језик: енглески)